# كاترينا دوسيكوفا
كاترينا فيرونيكا آنا دوسيكوفا Katerina Veronika Anna Dusíková (8 مارس 1769 – 24 مارس 1833) كانت مغنية بوهيمية وعازفة هارب وعازفة بيانو وملحنة.
ولدت في كاسلاف في بوهيميا، وبدأت دراستها في الموسيقى مع والدها عازف الأرغن جان جوزيف دوسيك. وانتقلت لاحقًا إلى لندن لتقيم مع شقيقها الملحن جان لاديسلاف دوسيك، وتزوجت من ناشر الموسيقى فرانشيسكو تشيانتشيتيني. توفيت في لندن عام 1833.  